# Liste de stades de football en Norvège
Cette page présente les cinquante plus grands stades de football norvégien, classés par nombre de places.

## Stades
| #  | Stade                     | Capacité | Club résident                     | Ville        |
| -- | ------------------------- | -------- | --------------------------------- | ------------ |
| 1  | Ullevaal Stadion          | 25 572   | Équipe de Norvège de football     | Oslo         |
| 2  | Lerkendal Stadion         | 21 166   | Rosenborg BK                      | Trondheim    |
| 3  | Brann Stadion             | 17 967   | SK Brann                          | Bergen       |
| 4  | Kristiansand Stadion (en) | 16 600   | FK Donn                           | Kristiansand |
| 5  | Intility Arena            | 16 550   | Vålerenga Fotball                 | Oslo         |
| 6  | Viking Stadion            | 16 300   | Viking FK                         | Stavanger    |
| 7  | Telenor Arena             | 15 600   | Stabæk Fotball                    | Bærum        |
| 8  | Bislett Stadion           | 15 400   | Skeid Fotball FK Lyn Oslo         | Oslo         |
| 9  | Sør Arena                 | 14 300   | IK Start                          | Kristiansand |
| 10 | Skagerak Arena            | 13 500   | ODD Grenland                      | Skien        |
| 11 | Fredrikstad Stadion       | 13 300   | Fredrikstad FK                    | Fredrikstad  |
| 12 | Åråsen Stadion            | 12 500   | Lillestrøm SK                     | Kjeller      |
| 13 | Aker Stadion              | 11 167   | Molde FK                          | Molde        |
| 14 | Color Line Stadion        | 10 778   | Aalesunds FK Fortuna Ålesund      | Ålesund      |
| 15 | Komplett.no Arena         | 9 000    | Sandefjord Fotball                | Sandefjord   |
| 16 | Haugesund Stadion         | 8 800    | FK Haugesund Vard Haugesund       | Haugesund    |
| 17 | Marienlyst Stadion        | 8 500    | Strømsgodset IF                   | Drammen      |
| 18 | Briskeby Gressbane        | 8 068    | Ham-Kam                           | Hamar        |
| 19 | Alfheim Stadion           | 7 500    | Tromsø IL                         | Tromsø       |
| 20 | Aspmyra Stadion           | 7 400    | FK Bodø/Glimt                     | Bodø         |
| 21 | Nadderud Stadion          | 7 000    | Stabæk Fotball Kvinner            | Bærum        |
| 22 | Fosshaugane Campus        | 4 000    | Sogndal Fotball                   | Sogndal      |
| 23 | AKA Arena                 | 3 500    | Hønefoss BK                       | Hønefoss     |
| 24 | Varden Amfi               | 3 500    | Løv-Ham Fotball Fyllingen Fotball | Bergen       |